# Wagrain

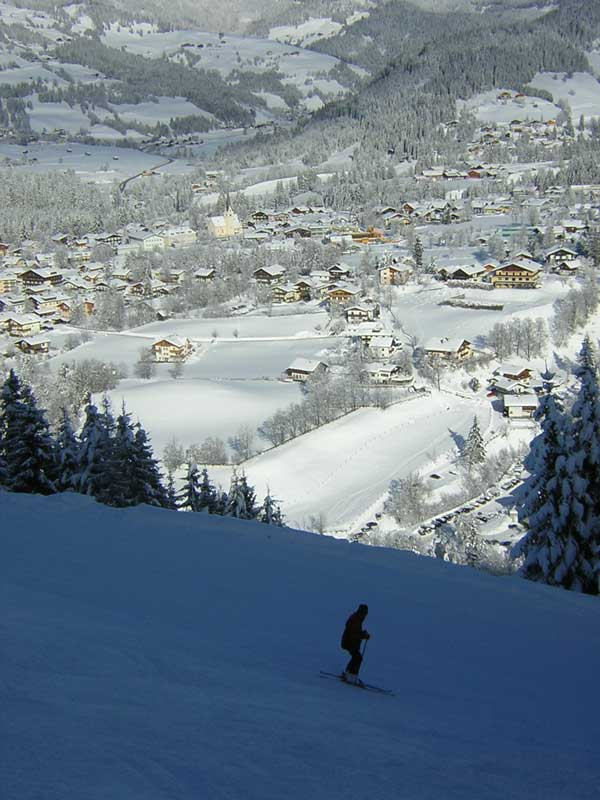
Wagrain en invierno

Wagrain es una población austriaca, situada en el distrito de Sankt Johann im Pongau en el  Land de Salzburgo. 
Esta localidad forma parte del espacio llamado Salzburg Amadé Sport World, una de las más grandes áreas esquiables de Austria, que engloba 28 estaciones de deportes de invierno.
El origen del nombre «Wagrain» se remonta al año 1243: mencionada como «Wakrein», proviene de las raíces del alto alemán medio «wac» (agua movida, río) y «rein» (borde, prado, vertiente). La ortografía actual se ha precisado bajo la influencia de la lengua escrita.

## Geografía
Las poblaciones limítrofes de Wagrain son St. Johann im Pongau al este, la población más importante del distrito (a 9 km), Kleinarl al sur, Flachau al Oeste y Altenmarkt más al oeste todavía. 
La población está situada en un valle de orientación este-oeste entre dos cadenas de montañas, cuyas cimas principales son el Grießkareck, el Hochgründeck y al sur el Gabel, que es la montaña más alta del término municipal (con 2037 m s. n. m.).
Wagrain está formado por cinco poblamientos: Wagrain, Hof, Hofmarkt, Schwaighof y Vorderkleinarl. En Schwaighof se encuentra la línea divisoria de aguas entre los ríos Salzach y Enns, por una parte, y por otra el punto más alto de la villa, la "Wagrainer Höhe» (952 m).
Existen dos maneras de desplazarse a las poblaciones vecinas: por carretera o directamente a través de las montañas.
Según el censo de 2001, Wagrain tenía 3 127 habitantes, con una población en aumento.

## Historia
En la Edad Media hubo una cierta industria minera en los alrededores. En el siglo XV, había una fortaleza en una colina en el medio de Wagrain. Ese castillo pertenecía al Arzobispo de  Salzburgo, pero fue destruido poco después de su construcción. Desgraciadamente, la documentación sobre él es prácticamente inexistente. La única evidencia que subiste en la actualidad es la colina con los restos de la muralla del castillo y una serie de leyendas sobre tres pasajes subterráneos secretos que existirían incluso en la actualidad. 
Subsisten también algunos edificios históricos notables, en particular una capilla y una iglesia. La iglesia parroquial gótica posee edificios anexos que datan de 1450 y de 1711. El altar principal es de  1976 y tiene una virgen gótica. El altar está consagrado a San Ruperto. La capilla auxiliar está consagrada a San Francisco y fue construida en 1616. 
Otra fecha importante para la población es el incendio del 19 de marzo de 1927. Casi toda la parte central de la población, con la capilla auxiliar, fue destruida a consecuencia de un cigarrillo tirado imprudentemente sobre un montón de paja.

## Vida cultural
Entre las asociaciones culturales, se puede citar la orquesta TMK Wagrain, la sociedad de carros tradicionales (Historische Bauernschützen Wagrain),  el cuerpo de bomberos voluntarios, un club de fútbol, o un club de tenis.
Cada dos años el ayuntamiento organiza el «Blumencorso» (la carrera florida) que atrae a multitudes y que consiste en un desfile de carros floridos. 
Hay tres personas notables asociadas a Wagrain: 
- Joseph Mohr (1792-1848), creador del texto del célebre villancico Noche de Paz (Stille Nacht, heilige Nacht). Era maestro y vicario del pueblo. Su tumba se encuentra en Wagrain. La escuela primaria lleva su nombre.
- El escritor austriaco Karl-Heinrich Waggerl (1897-1973) vivió en Wagrain. La escuela secundaria lleva su nombre (Karl-Heinrich Waggerl Hauptschule). Su antigua vivienda es en la actualidad un museo. Está también enterrado en Wagrain.
- El fundador de la empresa de esquíes y material de deportes de invierno «Atomic», Alois Rohrmoser (1939-2005), vivió la mayor parte de su vida en Wagrain.

## Galería de imágenes

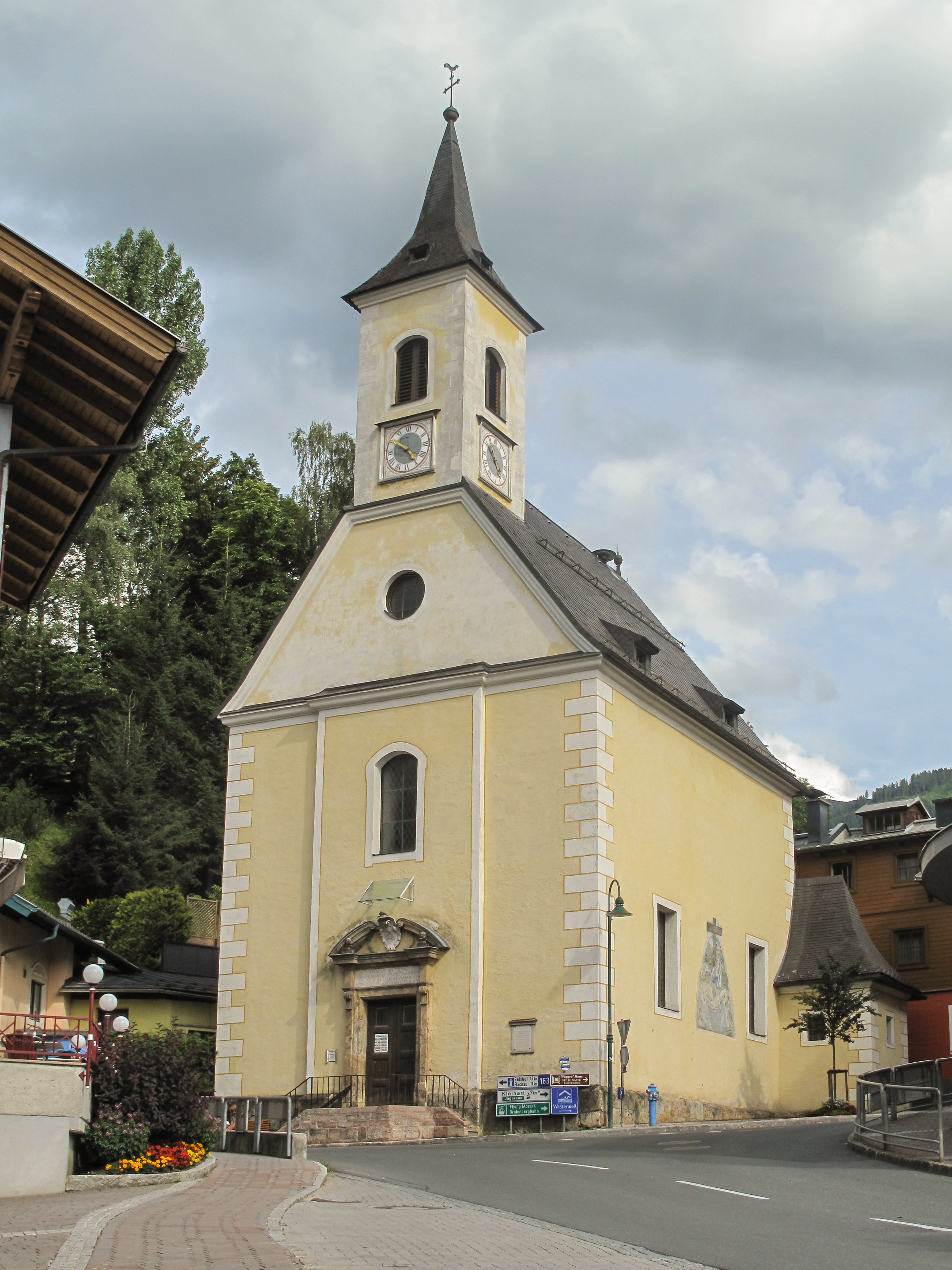
Iglesia parroquial de Wagrain
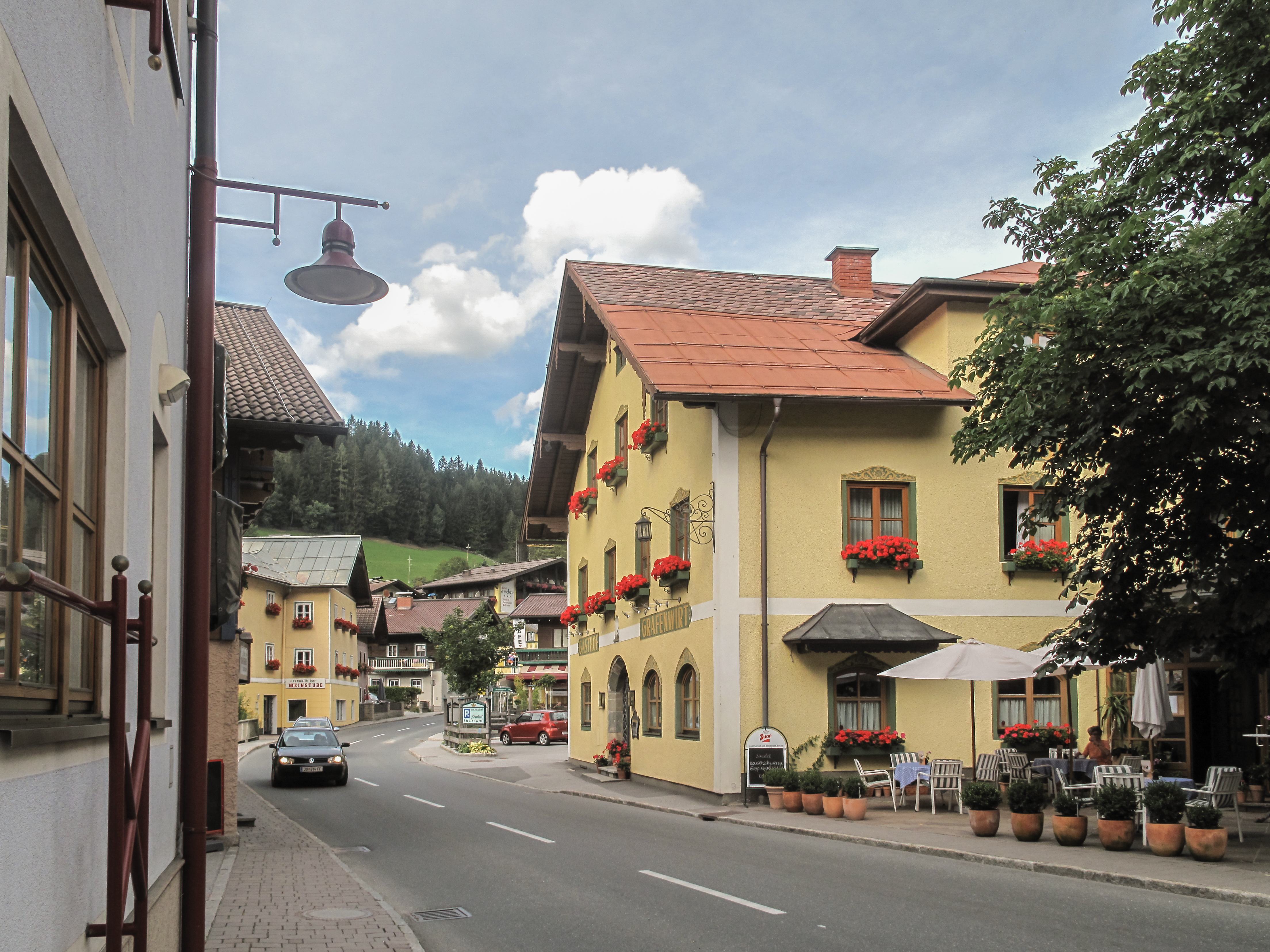
Vista de una calle de Wagrain
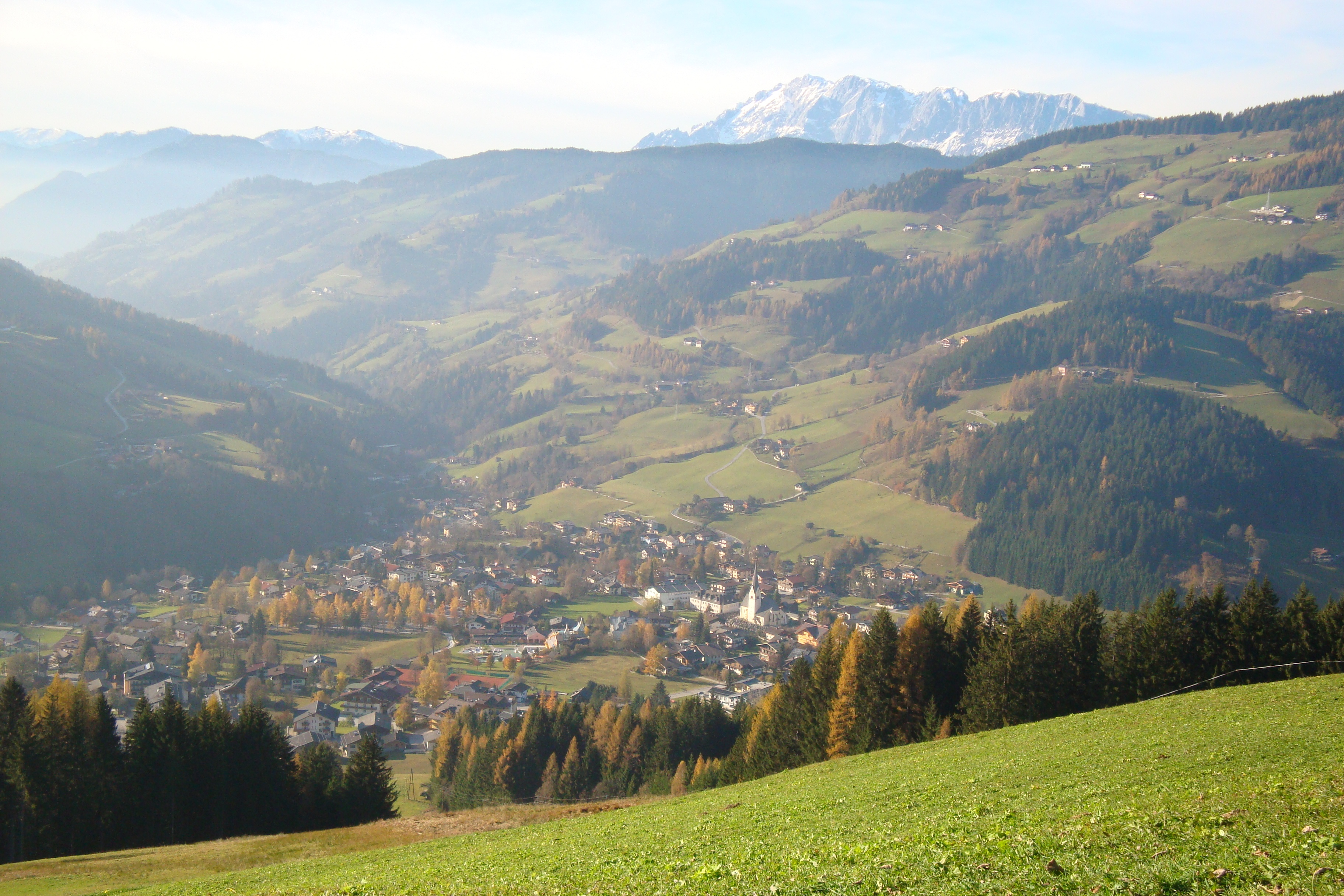
Vista del pueblo desde la ladera de uno de los montes que rodean el valle, en verano

- Datos: Q265886
- Multimedia: Wagrain, Salzburg / Q265886